# S/2003 J 18
S/2003 J 18 — естественный спутник Юпитера.

## Открытие
Был обнаружен 6 февраля 2003 года группой астрономов из Гавайского университета под руководством Бретта Глэдмана. Спутник не получил пока официальное название.

## Орбита
S/2003 J 18 совершает полный оборот вокруг Юпитера на расстоянии в среднем 20 426 000 км за 596,58 дней. Орбита имеет эксцентриситет 0,060. Наклон ретроградной орбиты к локальной плоскости Лапласа 145,9°. Принадлежит к группе Ананке.

## Физические характеристики
Диаметр S/2003 J 18 составляет около 2 км. Плотность оценивается 2,6 г/см³, так как спутник состоит предположительно из преимущественно силикатных пород. Очень тёмная поверхность имеет альбедо 0,04. Звёздная величина равна 23,4m.